# Хариш
Хариш (ивр. חריש‎) — город на севере Израиля, в Хайфском округе.
Площадь — 9736 дунамов (9,7 км²).

## История
Хариш был основан в 1982 году и преобразован в кибуц в 1985 году. В 1993 году, по схеме консолидации местных властей, он был объединен с соседним посёлком Кацир, для формирования нового местного совета «Таль-Ирон». В 1995 году был преобразован в местный совет «Кацир-Хариш». В июне 2012 года министр внутренних дел подписал указ о разделении населённых пунктов. Кацир был передан в ведение регионального совета Менаше, а местный совет стал базироваться на основе кибуца Хариш. Разделение завершено в августе 2012 года.
Получил статус города в мае 2022 года.

## Население
По данным Центрального статистического бюро Израиля, население на начало 2020 года составляло 13 232 человека.